# Brandon (Saône-et-Loire)
Brandon korábbi község (település) Franciaországban, Saône-et-Loire megyében. 2019. január 1-jén Clermain és Montagny-sur-Grosne községgel egyesült és Navour-sur-Grosne új község része lett.
Lakosainak száma 316 fő (2018. január 1.). Brandon La Chapelle-du-Mont-de-France, Clermain, Montagny-sur-Grosne, Saint-Léger-sous-la-Bussière, Saint-Point, Tramayes és Trambly községekkel határos.

## Népesség
A település népességének változása:
| Lakosok száma | 287  | 285  | 308  | 307  | 316  |
|               | 2013 | 2015 | 2016 | 2017 | 2018 |